# 2784 Domeyko
2784 Domeyko è un asteroide della fascia principale. Scoperto nel 1975, presenta un'orbita caratterizzata da un semiasse maggiore pari a 2,2416702 UA e da un'eccentricità di 0,1740397, inclinata di 6,69752° rispetto all'eclittica.